# Madagaskars fotbollsförbund
Madagaskars fotbollsförbund, officiellt Fédération Malagasy de Football, är ett specialidrottsförbund som organiserar fotbollen på Madagaskar.
Förbundet grundades 1961 och gick med i Caf 1953. De anslöt sig till Fifa år 1964. Madagaskars fotbollsförbund har sitt huvudkontor i staden Antananarivo.